# Il mistero di Torino
Il mistero di Torino è un saggio degli scrittori e giornalisti italiani Vittorio Messori e Aldo Cazzullo.

## Contenuto
In questo libro, diviso in due parti, gli autori fanno una rivisitazione della città di Torino con stretti collegamenti al periodo in cui vi hanno vissuto. Il testo non è e non vuole essere strutturato in maniera esaustiva e organica: piuttosto è composto da liberi descrizioni e aneddoti che permettono, specialmente a chi conosce bene Torino, di ritrovare personaggi e avvenimenti che hanno determinato il cambiamento della città.
C'è il mondo industriale con la Fiat, i sindacati, i due Giovanni Agnelli, Valletta, Romiti; il mondo politico con Togliatti, Gramsci, Sogno, i vari sindaci di Torino (per esempio Diego Novelli); il mondo cattolico con la Sindone, Don Bosco, Cottolengo, i cardinali torinesi; il mondo letterario e giornalistico, con Bobbio, Pavese, Arpino, Fruttero, Lucentini, Carlo Casalegno, Giulio De Benedetti; Il mondo sportivo con la Juventus, il Torino, Omar Sívori, Giampiero Boniperti, Platini e ancora la Torino del mistero con Nostradamus, Rol, i simboli nelle chiese e nelle vie.
Il tutto viene collegato con frequenti riferimenti al mondo del passato, tra cui i Savoia, Cavour, D'Azeglio, Napoleone I e Napoleone III, gli architetti torinesi. Un bel viaggio nella città senza la quale - come dice Umberto Eco - "l'Italia sarebbe molto diversa".

## Edizioni
- Vittorio Messori e Aldo Cazzullo, Il Mistero di Torino, Arnoldo Mondadori Editore, 2004,  p. 498, ISBN 88-04-52070-1.